# Meddelelser om Grønland
Meddelelser om Grønland (MoG; „Mitteilungen über Grönland“; engl. Monographs on Greenland) war eine wissenschaftliche Publikationsreihe, die von der Kommission für wissenschaftliche Untersuchungen in Grönland (engl. Commission for Scientific Investigations in Greenland / dän. Kommissionen for Videnskabelige undersøgelser i Grønland – KVUG) herausgegeben wurde. Sie wurde von Frederik Johnstrup gegründet und erschien von 1879 bis 1979. Seitdem wird sie als MoG Bioscience, MoG Geoscience und MoG Man & Society fortgeführt, die alle in englischer Sprache erscheinen. Die Artikel wurden in Dänisch, Deutsch, Englisch, Französisch geschrieben. In der Reihe erschienen auch ethnographische Berichte, wie beispielsweise die von William Thalbitzer (1873–1958) über die Ammassalik-Eskimos in verschiedenen Bänden der Reihe. Die Reihe erschien zunächst im Reitzel Verlag in Kopenhagen. 2008 wurde sie vom Museum Tusculanums Forlag (Museum Tusculanums Verlag) der Universität Kopenhagen übernommen.
In der Reihe wurden die teils sehr umfangreichen Berichte verschiedener Forschungsexpeditionen veröffentlicht, darunter die:
- Frauenboot-Expedition 1883–1885, Gustav Frederik Holm
- Die Carlsberg-Stiftungs-Expedition nach Ostgrönland 1898–1900, Georg Carl Amdrup
- Danmark-Expedition 1906–1908, Ludvig Mylius-Erichsen
- Alabama-Expeditionen an Grönlands Nordküste 1909–1912, Ejnar Mikkelsen
- Erste Thule-Expedition 1912, Knud Rasmussen
- Zweite Thule-Expedition 1916–1918, Knud Rasmussen
- Dänische Expedition nach Königin-Louise-Land 1912–1913, Johan Peter Koch
- Godthaab-Expedition 1928, Eigil Riis-Carstensen (1892–1953)
- Cambridge East Greenland Expedition 1926, J. M. Wordie
- Zweite Ostgrönlandexpedition des Scoresbysundkomitees, 1932, Ejnar Mikkelsen
- 6. und 7. Thule-Expedition nach Südostgrönland 1931, Knud Rasmussen
- Dänische Nordostgrönland-Expedition 1938–1939, Ebbe Munck und Eigil Knuth
- Naturhistorische Expedition nach Nordwestgrönland, 1936, Finn Salomonsen
- Botanische Expedition nach Westgrönland 1946, Tyge Wittrock Böcher (1909–1983)
- Expédition glaciologique internationale au Groenland 1957–1960, Paul-Émile Victor